# Magyar Márk
Magyar Márk (Budapest, 1990. április 28. –) magyar műkorcsolyázó.
Az édesanyja műkorcsolyázó volt. Az édesapjával együtt egy jégrevűben dolgozott. Magyar 1,5 évesen kezdett korcsolyázni. A Bp. Spartacusban kezdett versenyezni egyéni indulóként. 2008-ban a felnőtt országos bajnokságon második volt a férfiak versenyében. Edzői Száraz András és Magyar Ildikó voltak.
2010-es junior világbajnokságon az ukrán Anna Hnicsenkovával 15. volt párosban. A következő évben ugyanebben a korosztályban tizenharmadikak lettek. Ezután Magyarnak egészségügyi gondjai voltak és az együttműködés is nehézkes vált. Hnicsenkova pedig egyéni versenyző lett. Ezt követően Magyar a francia Silja Dos Reisszel, majd a szintén francia Camille Foucher-val készült, de nem sikerült velük új párost alkotnia. Így lemaradt a 2014-es budapesti Európa-bajnokságról. 
A 2015-2016-os szezonban az amerikai Anna Marie Pearce-szel versenyzett. Edzőjük az olasz Stefania Berton volt. A 2016-os felnőtt Európa-bajnokságon párosban 14. volt. A világbajnokságra betegség miatt nem tudtak kijutni. Pearce 2016 augusztusában befejezte sportolói pályafutását.
2016 szeptemberétől az akkor 20 éves orosz Darja Beklemiseva volt a partnere. A közös munkát Trudy Oltmanns irányította. A 2017-es Eb induláshoz szükséges technikai pontokat még nem tudták megszerezni, de a világbajnokságon már elindulhattak. Itt a rövid programban 24. helyen végeztek, így a kűrjüket nem mutathatták be. Ezután Robin Szolkowy irányította a felkészülésüket. Nyáron  Beklemiseva eltörte a bokáját. 2017 augusztusában Beklemiseva megkapta a magyar állampolgárságot. Szeptemberben az oberstdorfi olimpiai kvótaszerző versenyen nem tudták kivívni pjoncsangi  indulás lehetőségét. Ezután Beklemiseva visszavonult.
2017 novemberétől a 16 éves Jelizaveta Kasicsina lett a párja. A 2018-as vb-n 28. helyen végeztek.
2019-től az orosz Scsetyinyina Julijával versenyzett. A 2020-as Európa-bajnokságon 10. helyen végeztek. A 2021-es világbajnokságon tizennegyedikként zártak. Ezzel olimpiai kvótához jutottak. A 2022-es Európa-bajnokságon hatodik helyezést szereztek. A 2022. évi téli olimpiai játékok magyar csapatának versenyzői voltak, de Pekingbe érkezésükkor Magyar Márk koronavírustesztjei pozitívak lettek, így a páros nem indulhatott a versenyen. Az olimpia után a vb-n nem indultak és Magyar a pályafutását is befejezte.

## Díjai, elismerései
- Az év magyar műkorcsolyázója: 2020,[18] 2021,[19] 2022[20]